# Tomás Valles Vivar
Tomás Valles Vivar (Camargo, Chihuahua; 31 de octubre de 1900-Chihuahua, Chihuahua; 7 de febrero de 1989) fue un político y empresario ganadero, hotelero y constructor mexicano.

## Biografía
Valles Vivar nació en Camargo, Chihuahua, el 31 de octubre de 1900. Fue Tesorero General del Gobierno del Estado de Chihuahua durante la administración de Alfredo Chávez Amparán por un periodo del año 1940 para después serlo en Ferrocarriles Nacionales de México. Para 1943, fue candidato a diputado federal por el Partido de la Revolución Mexicana para el Distrito I con cabecera en Chihuahua, resultando electo para la XXXIX Legislatura, durando en el cargo hasta finalizar la misma en 1946.
Posteriormente fue nombrado director general de CEIMSA, durante la administración del presidente Adolfo Ruiz Cortines. Para 1958, fue elegido Senador por Chihuahua de Segunda Fórmula junto a Rodrigo M. Quevedo Moreno, durando en el encargo hasta 1964, abarcando la XLIV y XLIV Legislaturas.
También destacó por su actividad empresarial, sobre todo en los ramos hotelero y taurino. En 1981 fundó la constructora Grupo Valles. Falleció el 7 de abril de 1989 a los 88 años de edad.